# Bolyphantes
Genre
Bolyphantes est un genre d'araignées aranéomorphes de la famille des Linyphiidae.

## Distribution
Les espèces de ce genre se rencontrent en écozone paléarctique.

## Liste des espèces
Selon World Spider Catalog (version 26, 17/02/2025) :
- Bolyphantes aculeatus Irfan, Zhang & Peng, 2025
- Bolyphantes alticeps (Sundevall, 1833)
- Bolyphantes arcuatus Irfan, Zhang & Peng, 2025
- Bolyphantes bipartitus (Tanasevitch, 1989)
- Bolyphantes distichoides Tanasevitch, 2000
- Bolyphantes distichus (Tanasevitch, 1986)
- Bolyphantes elburzensis Tanasevitch, 2009
- Bolyphantes gladius Irfan, Zhang & Peng, 2025
- Bolyphantes kilpisjaerviensis Palmgren, 1975
- Bolyphantes kolosvaryi (Caporiacco, 1936)
- Bolyphantes lagodekhensis (Tanasevitch, 1990)
- Bolyphantes lamellaris Tanasevitch, 1990
- Bolyphantes lishadiensis Irfan, Zhang & Peng, 2022
- Bolyphantes lushuiensis Irfan, Zhang & Peng, 2022
- Bolyphantes luteolus (Blackwall, 1833)
- Bolyphantes mongolicus Loksa, 1965
- Bolyphantes nigropictus Simon, 1884
- Bolyphantes punctulatus (Holm, 1939)
- Bolyphantes sacer (Tanasevitch, 1986)
- Bolyphantes severtzovi Tanasevitch, 1989
- Bolyphantes subtiliseta Tanasevitch, 2019
- Bolyphantes supremus (Tanasevitch, 1986)

## Systématique et taxinomie
Ce genre a été décrit par C. L. Koch en 1837.

## Publication originale
- C. L. Koch, 1837 : Übersicht des Arachnidensystems. Nürnberg, vol. 1, p. 1-39 (texte intégral).